# Ace (мини-альбом Тхэмина)
Ace — дебютный мини-альбом южнокорейского певца Тхэмина. Был выпущен 18 августа 2014 года лейблом S.M. Entertainment при поддержке KT Music.

## Предпосылки и релиз
11 августа 2014 года S.M. Entertainment выпустили официальное заявление, в котором анонсировали сольный дебют Тхэмина с мини-альбомом Ace, выход которого должен был состояться через неделю. Таким образом, он стал первым артистом S.M., которому позволили дебютировать с сольным альбомом, а также первым среди участников SHINee. Видеоклип на сингл «괴도 (Danger)» был опубликован 15 августа.

## Композиция
```
«Песня была написана зарубежными композиторами и куплена. Он [Джексон] не был нашей целью или моделью для подражания, так получилось в самом процессе. Компания подумала, что этот стиль хорошо мне пойдёт, а мне такой стиль вовсе не нравится»
```

Сингл «괴도 (Danger)» был написан Томасом Троелсеном, который ранее работал над тематической песней для Чемпионата мира под футболу. 22 августа Тхэмин посетил радиошоу «Голубая ночь» (англ. Blue Night), ведущим которого в то время был его одногруппник Джонхён, где ответил на вопросы поклонников касательно своего релиза. Один из слушателей спросил, почему в оригинале песни нет того же звука выстрела, который используется на выступлениях, на что Тхэмин ответил: «Он [эффект] был добавлен прямо перед выступлением на музыкальном шоу. Он не был включён в сам оригинал, потому что это может разрушить целостность песни».
Хореографию ставил известный американский хореограф Иэн Инствуд. Джонхён добавил, что после того, как менеджеры увидели уже готовый вариант танца, они сказали: «Я слышал, что для него было удивительно услышать, что он так хорошо копирует его». Сам Иствуд сказал, что песня «… как Майкла Джексона» и почтил уникальные танцевальные движения Джексона, а также отметил, что Тхэмин хорошо понимает, что означает выступление Майкла.

## Релиз и восприятие критиков
```
«Это песня, которая показывает ясное чувство Томаса в создании различных треков, выделяющаяся среди остальных. Более того, эта композиция – редкая среди всех песен S.M., и не заставит вас устать даже спустя множество прослушиваний»
```

Ace достиг вершины как в еженедельном, так и в ежемесячном альбомном чарте Gaon; альбом также достиг второй строчки в Billboard World Albums Chart. «괴도 (Danger)» достиг топ-5 еженедельного цифрового синглового чарта. На ежегодных музыкальных церемониях альбом также удостаивался наград. На Seoul Music Awards Тхэмин победил в номинации «Приз зрительских симпатий». На Golden Disk Awards успех пластинки также отметился такими наградами, как «Диск Бонсан» (вторая высшая награда после Дэсана) и «Приз зрительских симпатий» (Тхэмину).
Издательство IZE охарактеризовало сингл так: «Это молодой, таинственный образ с лёгкими движениями, но серьёзный бизнес обрёл жизнь вместе с выступлением Тхэмина».

## Трек-лист
Все данные взяты с официальной страницы Тхэмина на сайте S.M. Entertainment.
| №                   | Название                        | Текст песни              | Музыка                                                 | Длительность |
| ------------------- | ------------------------------- | ------------------------ | ------------------------------------------------------ | ------------ |
| 1.                  | «Ace»                           | Чханмин                  | Дэниэл Клейн, Deez, Юлва Димберг, Чарли Тафт           | 3:58         |
| 2.                  | «괴도 (Danger)»                 | Со Чжи Ым (Jam Factory)  | Томас Троелсен, Рэйми Джекман                          | 3:11         |
| 3.                  | «Experience»                    | Хон Чжи Ю                | Села Уинстон, Маркус Броч                              | 3:13         |
| 4.                  | «Pretty Boy» (совместно с Кхаи) | Джонхён                  | Caesar & Loui, Юлва Димберг                            | 3:43         |
| 5.                  | «거절할게 (Wicked)»             | Kenzie                   | Kenzie, Mage, Тедди Райли, DOM, Ли Хён Сын             | 3:25         |
| 6.                  | «소나타 (Play Me)»              | Мин Хё Чжэ (Jam Factory) | Харви Мэйсон-младший, Дэймон Томас, Майк Дэйли, Адонис | 3:01         |
| Общая длительность: | Общая длительность:             | Общая длительность:      | Общая длительность:                                    | 20:31        |

## Чарты
| Страна      | Чарт                             | Пиковая позиция |
| ----------- | -------------------------------- | --------------- |
| Южная Корея | Еженедельный альбомный чарт Gaon | 1               |
| Южная Корея | Ежемесячный альбомный чарт Gaon  | 1               |
| Южная Корея | Ежегодный альбомный чарт Gaon    | 23              |
| Тайвань     | Combo Chart                      | 14              |
| США         | Чарт мировых альбомов Billboard  | 2               |
| США         | Billboard Heatseekers            | 20              |

## Продажи и сертификации
| Чарт                | Количество |
| ------------------- | ---------- |
| Gaon Albums Chart   | 92,213+    |
| Oricon Albums Chart | 5,105+     |

## Награды и номинации

### Музыкальные премии
| Год  | Премия                  | Номинация                 | Что номинировано | Результат |
| ---- | ----------------------- | ------------------------- | ---------------- | --------- |
| 2015 | Seoul Music Awards      | Диск Бонсан               | Ace              | Номинация |
| 2015 | Seoul Music Awards      | Приз зрительских симпатий | Тхэмин           | Победа    |
| 2015 | Seoul Music Awards      | Специальная награда Халлю | Тхэмин           | Номинация |
| 2015 | Golden Disk Award       | Диск Бонсан               | Ace              | Победа    |
| 2015 | Golden Disk Award       | Приз зрительских симпатий | Тхэмин           | Победа    |
| 2014 | Gaon Chart K-Pop Awards | Альбом Года               | Ace              | Номинация |

## История релиза
| Страна        | Дата                  | Формат                | Лейбл                        |
| ------------- | --------------------- | --------------------- | ---------------------------- |
| По всему миру | 18 августа 2014 года  | Цифровая загрузка     | S.M. Entertainment           |
| Южная Корея   | 18 августа 2014 года  | CD, цифровая загрузка | S.M. Entertainment, KT Music |
| Тайвань       | 26 сентября 2014 года | CD                    | Avex Taiwan                  |